# سندرم هایپرونتیلیشن HVS
سندرم هایپرونتیلیشن (HVS)؛ همچنین به عنوان سندرم هیپروستیلاسیون مزمن (CHVS)، سندرم بیش فعالی تنفس، کریپوتوتانی ، اسپاسموفیلی ، تتانیای نهفته ، سندرم تحریک پذیری بیش از حد عصبی مرکزی (NHS) شناخته می‌شود ، یک اختلال تنفسی است که روانی یا فیزیولوژیکی محور است و شامل تنفس خیلی عمیق یا خیلی سریع می‌شود (بیش فعالی). HVS ممکن است با درد قفسه سینه و احساس سوزن سوزن شدن در نوک انگشتان و اطراف دهان (پارستزی) یا با حمله هراس همراه باشد.
افراد مبتلا به HVS ممکن است احساس کنند که هوای کافی ندارند. در واقعیت، آنها تقریباً همان اکسیژن رسانی را در خون شریانی دارند (مقادیر طبیعی برای اشباع هموگلوبین حدود ۹۸٪) و دی‌اکسید کربن بسیار کمی (هیپوکپنیا) در خون و سایر بافت‌های آنها است. در حالی که اکسیژن در جریان خون فراوان است، HVS به دلیل کمبود CO2 و اثر سرکوب شده بور باعث کاهش تحویل مؤثر آن اکسیژن به اندام‌های حیاتی می‌شود.
فشار خون نیز بالا می‌رود زیرا تنفس سریع باعث می‌شود سطح دی‌اکسید کربن از سطح سالم پایین‌تر بیاید و قلیای تنفسی (pH خون بالا) ایجاد می‌شود. این باعث می‌شود علائم بدتر شود فرد حتی سریعتر نفس بکشد، که در نتیجه، این مشکل را بیشتر می‌کند.
آلکالوز تنفسی منجر به پارستزی، سرگیجه و تغییرات ادراکی می‌شود که غالباً با این بیماری همراه هستند. مکانیسم‌های دیگر نیز ممکن است در کار باشد و برخی از نظر فیزیولوژیکی نسبت به سایرین مستعد هستند.

## علل
اعتقاد بر این است که سندرم هایپروتولیلاسیون توسط عوامل روانشناختی ایجاد می‌شود و هیچ دلیل ارگانیکی ندارد. از دلایل آن می‌توان به عفونت، از دست دادن خون، حمله قلبی، hypocapnia یا آلکالوز به علت عدم تعادل شیمیایی، کاهش جریان خون مغزی و حساسیت‌های عصبی اشاره کرد.
در یک مطالعه، یک سوم از بیماران مبتلا به HVS «بیماری ریه خفیف اما قطعی» داشتند که باعث شد آنها به‌طور مکرر یا خیلی عمیق نفس بکشند.
در یک مطالعه، مشخص شد که ۷۷٪ از بیماران مبتلا به سندرم بینی خالی مبتلا به سندرم هیپروتیلاسیون نیز هستند. سندرم بینی خالی می‌تواند در افرادی که عمل جراحی بینی مانند توربینکتومی، توربینوپلاستی و غیره انجام داده‌اند ظاهر شود.
بسیاری از افراد مبتلا به اختلال هراس یا آگورافوبیا، HVS را تجربه می‌کنند. با این حال، بیشتر مبتلایان به HVS این اختلالات را ندارند.

## تشخیص
سندرم هایپروتولیلاسیون یک دلیل قابل توجه و شایع در ایجاد سرگیجه است. در حدود ۲۵٪ بیمارانی که از سرگیجه شکایت دارند، مبتلا به HVS هستند.
یک پرسشنامه تشخیصی نیجمند، تشخیص دقیق هیپرنتیلاسیون را ارائه می‌دهد.

## رفتار
مدارک کافی برای تمرینات تنفسی یا علیه آن وجود ندارد.
در حالی که راه حل سنتی برای یک قسمت حاد این بیماری بوده‌است که بیمار در یک کیسه کاغذی نفس بکشد، و باعث تنفس مجدد و ترمیم سطح CO2 شود، اما این کار توصیه نمی‌شود. از کاهش عمدی سرعت تنفس با شمارش یا نگاه کردن به ساعت، می‌توان از مزایای مشابه آن استفاده کرد. این کار گاهی اوقات به عنوان "تنفس ۷–۱۱ " شناخته می‌شود، زیرا دم باید ۷ ثانیه طول بکشد، و بازدم ۱۱ ثانیه انجام می‌شود. این نسبت دم و بازدم را می‌توان با خیال راحت به ۴–۱۲ یا حتی ۴–۲۰ و بیشتر کاهش داد.
همچنین پیشنهاد شده‌است که روشهای تنفسی مانند روش تنفس Buteyko ممکن است در کاهش علائم و عود سندرم مؤثر باشد.
بنزودیازپین‌ها می‌توانند برای کاهش استرس که باعث تحریک سندرم فشار خون بالا می‌شود، تجویز شوند. مهارکننده‌های انتخابی بازجذب سروتونین (SSRIs) می‌توانند شدت و فراوانی قسمت‌های پرفشاری خون را کاهش دهند.

## تاریخچه
درمان سنتی نفس کشیدن در کیسه کاغذی برای کنترل سندرم هایپروتولیلاسیون روانشناختی (که امروزه تقریباً جهانی شناخته شده‌است و اغلب در فیلم‌ها و درام‌های تلویزیونی نشان داده می‌شود) توسط پزشک نیویورک سیتی (بعداً رادیولوژیست) اختراع شد، الکساندر وینتر، MD [1908] -1978]، بر اساس تجربیات خود در سپاه پزشکی ارتش آمریکا در طول جنگ جهانی دوم و در ژورنال انجمن پزشکی آمریکا در سال ۱۹۵۱ منتشر شد. از آنجا که سایر شرایط پزشکی می‌تواند با بیش فعالی، یعنی آسم و حمله قلبی اشتباه گرفته شود، اکثر مطالعات پزشکی توصیه می‌کنند از استفاده از کیسه کاغذی استفاده نکنید، زیرا با افزایش سطح CO 2 این شرایط بدتر می‌شوند.